# Bierna (Dolnoslezské vojvodství)
Bierna (německy Berna) je ves na jihu Polska v Dolnoslezském vojvodství, nedaleko hranice s Českou republikou. Zastavěná část má podlouhlý charakter a je orientována od severu k jihu. Středem vsi prochází hlavní silnice spojující Biernu na severu s Radzimówem a na jihu s Miedzianou. Obě vesnice volně navazují a není mezi nimi volná plocha.

## Galerie

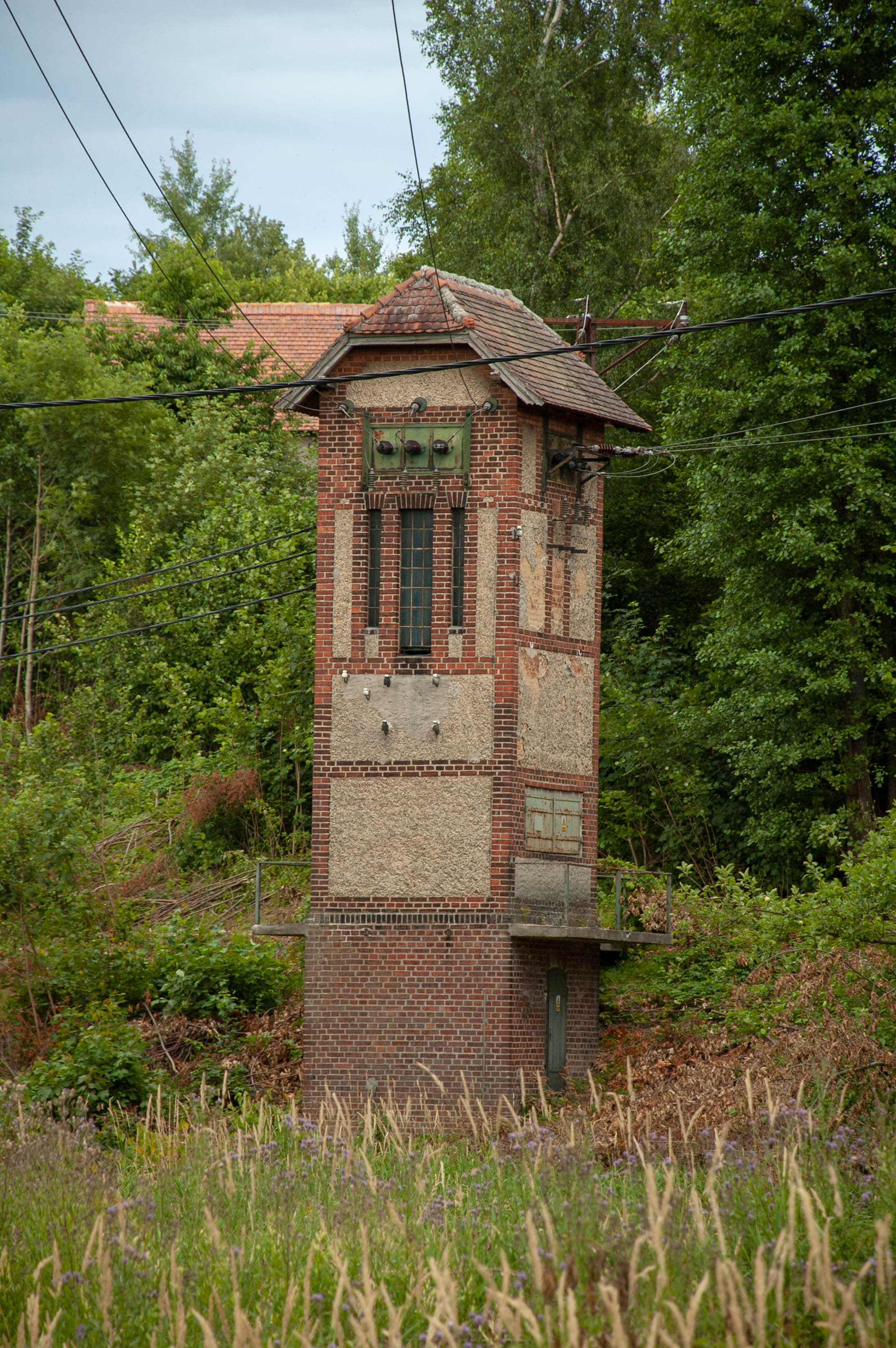
Trafostanice
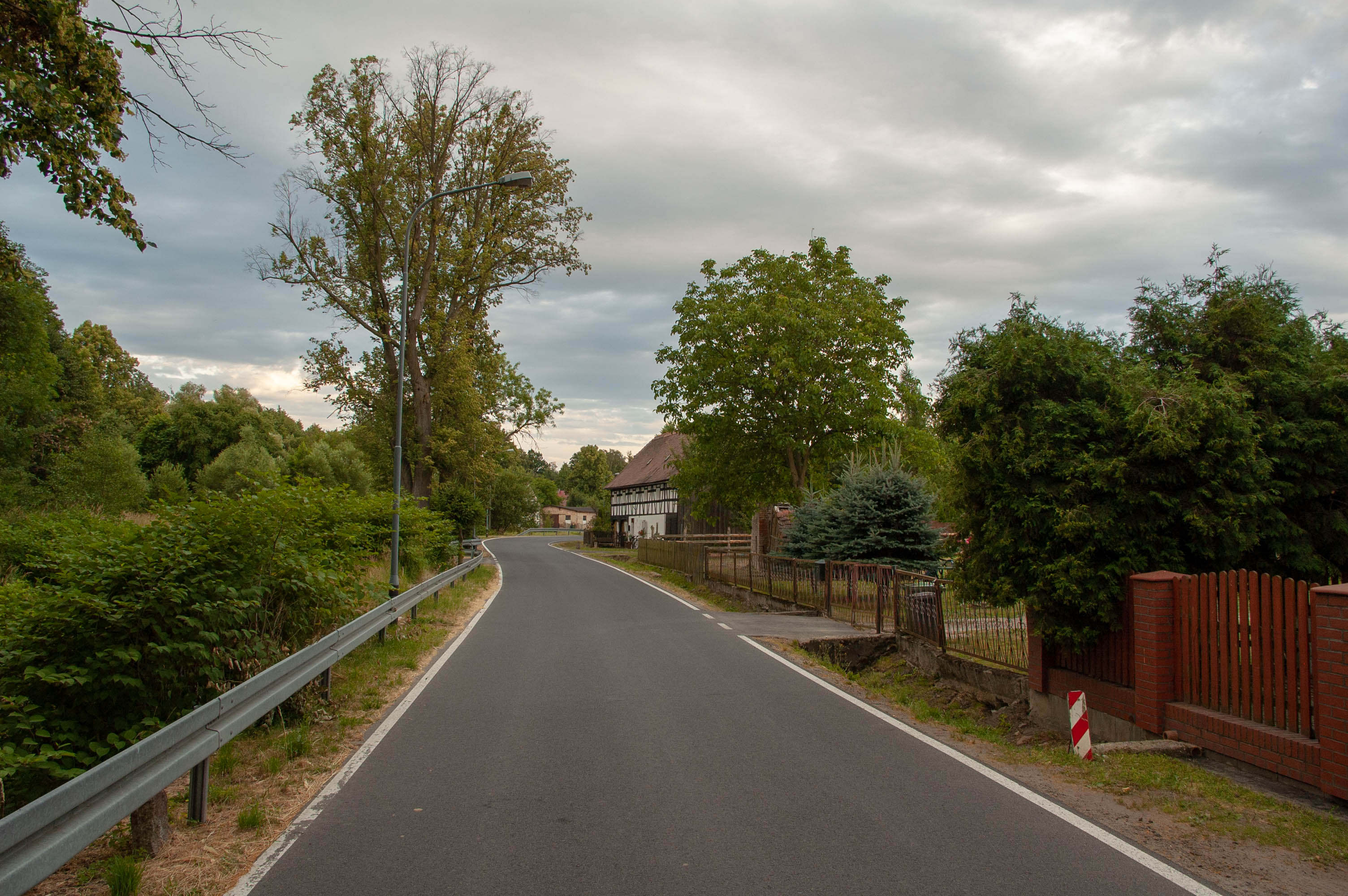
Hlavní silnice
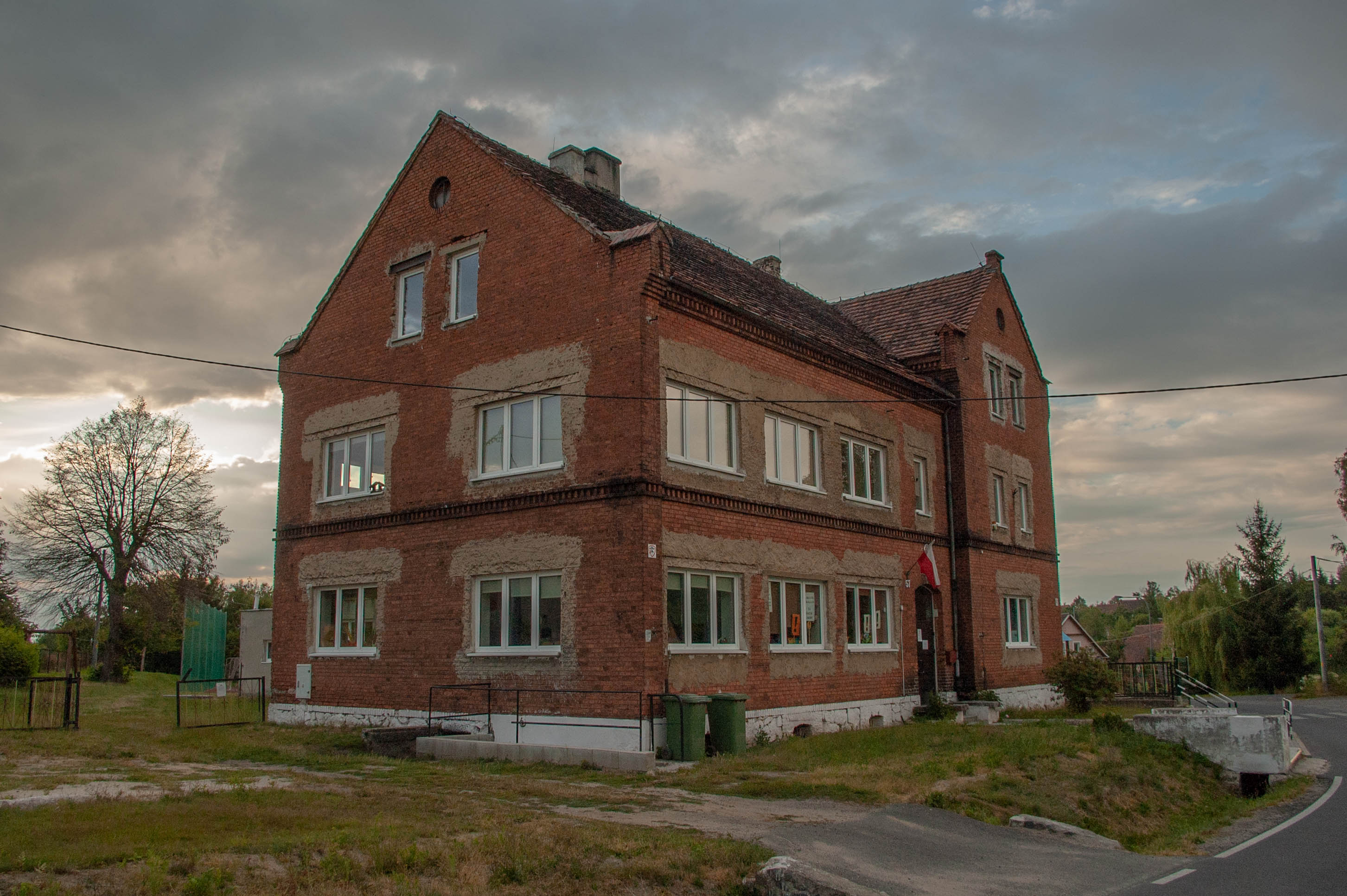
Cihlový dům u cesty
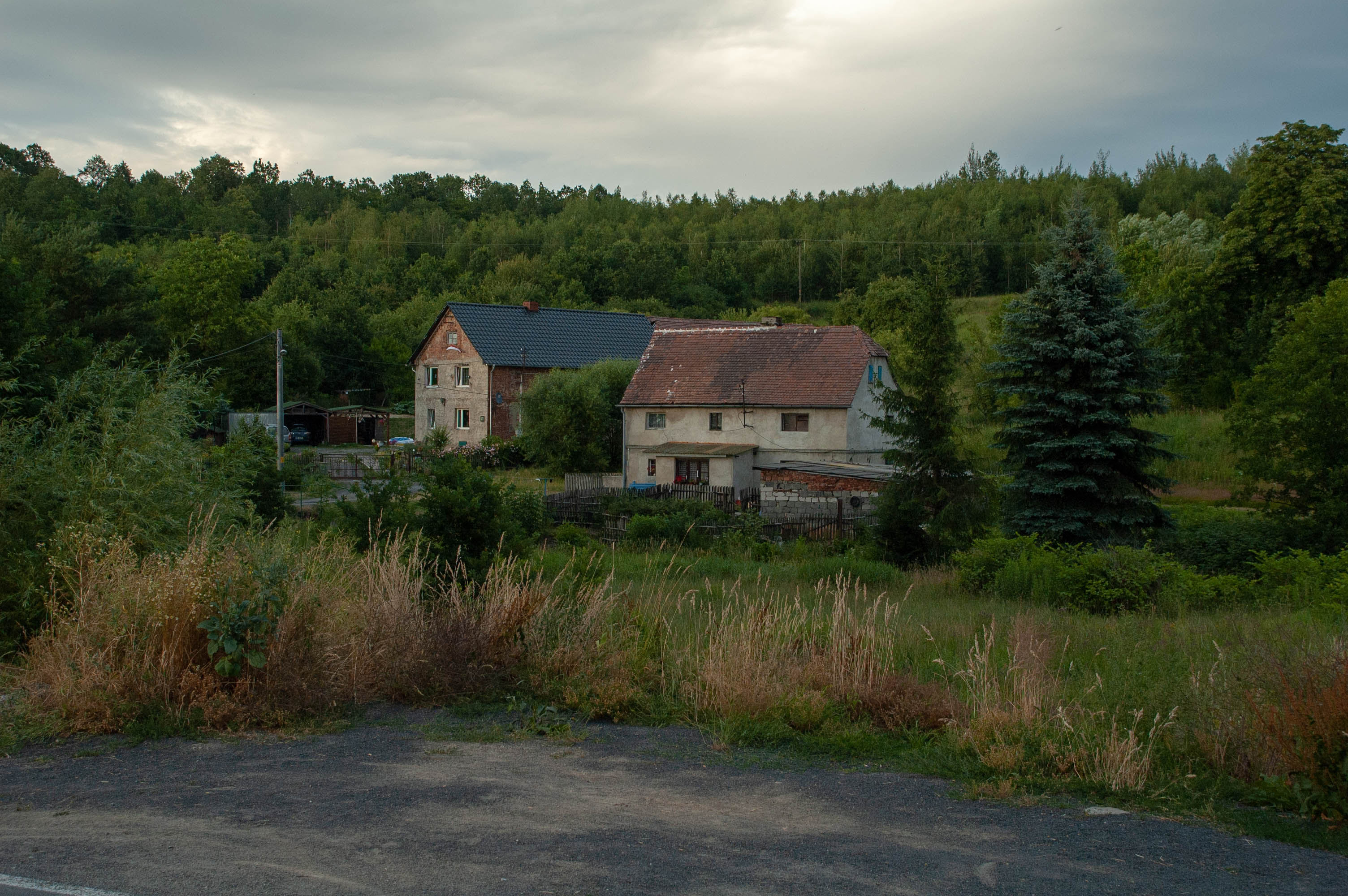
Domy